# Slag bij Finta

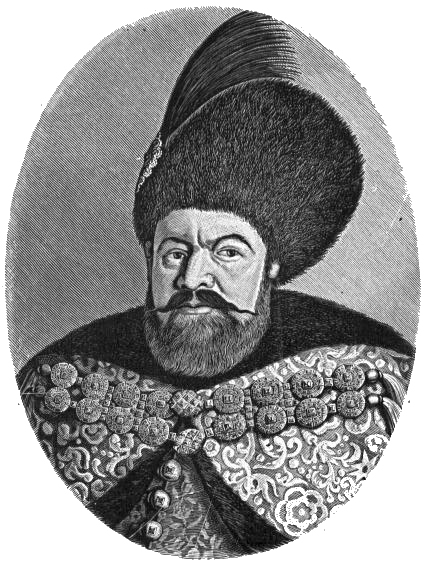
Vasile Lupu

De Slag bij Finta (mei 1653) was een confrontatie tussen het Walaachse leger van Matei Basarab en een gecombineerde Moldo-Kozak-macht onder Vasile Lupu en Tymofiy Khmelnytsky. Het vond rond Finta, een gemeente in district Dâmbovița, nu Roemenië, plaats. 
De slag was een beslissende overwinning van Walachije, waarna de Moldavische vorst vervangen werd met Gheorghe Ștefan, de man die de Walaachse bezetting van Iași, en de belegering van Suceava (waar Tymofiy werd vermoord) behandelde.